# Brustengolo
Il brustengolo, anche detto bustrengolo, brustengo e pan giallo, è un pane dolce umbro.
Si ottiene mescolando farina di mais, acqua o latte, scorza di limone, pinoli, noci, uva passa, mistrà, finocchio selvatico, zucchero e mela e cuocendo l'impasto ottenuto in forno.

## Storia
Il brustengolo è un dolce di origine contadina che veniva preparato solo in autunno. Oggi viene consumato durante tutto l'anno. Il brustengolo è un prodotto agroalimentare tradizionale umbro.